# Alibori
Alibori – rzeka w północnym Beninie. Rzeka wypływa z wyżyn w pobliżu miasta Péhunco i płynie w kierunku północno-wschodnim do ujścia, znajdującego się na rzece Niger, na zachód od miasta Malanville. Rzeka liczy 338 km długości.